# Pseudoscolia nesterovi
Pseudoscolia nesterovi (лат.) — вид песочных ос из подсемейства Philanthinae (триба Pseudoscoliini). Встречается в Туркменистане. Видовое название P. nesterovi дано в честь зоолога М. А. Нестерова из Института зоологии НАН Украины, собравшего типовую серию.

## Распространение
Туркменистан: Бадхызский заповедник (ур. Юройландуз, Yeroyulanduz). Типовая серия была обнаружена в 1984 году зоологом М. А. Нестеровым, сотрудником Института зоологии НАН Украины.

## Описание
Мелкие осы, длина тела 6,5 мм. Тело чёрное с беловато-желтоватыми отметинами на ногах, жвалах, тегулах и птеростигме; тергиты брюшка со светло-жёлтыми пятнами. Наличник с рядом из 6 (самка) или 3 (самцы) зубцов на переднем крае. Среднеспинка блестящая. У самцов первый — пятый членики жгутика усика укороченные, остальные расширенные, снизу вогнутые или уплощённые; на передне-нижней поверхности жвал развит короткий косой ряд волосков. Биология не изучена, предположительно, как и близкие виды гнездятся в земле и в качестве добычи ловят пчёл.

## Систематика
Вид был впервые описан в 1996 году казахстанским энтомологом Владимиром Казенасом (Институт зоологии и генофонда животных НАН Казахстана, Алма-Ата) по типовому материалу из Бадхызского заповедника (Туркмения). Относится к роду Pseudoscolia из трибы Pseudoscoliini.